# Pseudaphelia roseibrunnea
Pseudaphelia roseibrunnea är en fjärilsart som beskrevs av M.Gaede 1927. Pseudaphelia roseibrunnea ingår i släktet Pseudaphelia och familjen påfågelsspinnare. Inga underarter finns listade i Catalogue of Life.